# 家人子
家人子是中國西漢無職稱宮女以及諸侯王妾室、皇孫妻妾的称号。

## 概要
家人子本義指良家子女，由於采選宮女皆選自良家，故把未有職稱的宮女稱為家人子，類似後世的秀女。宮中的家人子分為上家人子、中家人子、下家人子三等，其中上家人子、中家人子有有秩斗。
家人子將來可能晉升為中級、高級女官，若受到皇帝寵幸則有機會成為皇帝妾室、妃嬪甚至皇后。
諸侯王之妾以及皇孙的妻妾皆無位號，亦稱為家人子。东汉省之。